# الجيل الثاني للصحة
يمثل مصطلحا الجيل الثاني للصحة 2.0 (وكذلك المفهوم وثيق الصلة الخاص بتكنولوجيا الجيل الثاني للطب 2.0) الاحتمالات القائمة بين الرعاية الصحية والطب الإلكتروني ونظام ويب 2.0، وقد دخل المصطلحان حيز الاستخدام بعد الموجة الأخيرة من المقالات الصحفية وعن طريق الأطباء وأمناء المكتبات الطبية. ويتم تعريف الجيل الثاني للصحة 2.0 بشكلٍ مختصر على أنه استخدام أطراف الرعاية الصحية بما فيهم الأطباء والمرضى والعلماء لمجموعة محددة من أدوات الويب (كالمدونات والبودكاست «المدونات الصوتية» والعلامات والبحث ومواقع الويكي wiki)، وذلك من خلال استغلال مبادئ المصدر المفتوح، واستخدام المحتوى الذي أضافه المستخدمون، وتسخير القدرة الهائلة للشبكات الإلكترونية من أجل تخصيص الرعاية الصحية، وكذلك من أجل التعاون على نشر الثقافة الصحية وتعزيزها. فربما كان السبب وراء استحداث «الصحة» لمصطلح «02 أو الجيل الثاني» هو استخدامها للتطبيقات التكنولوجية سواء فيما يختص بالرعاية الصحية بشكلٍ عام، أو فيما يتعلق بقدرتها على نشر الصحة العامة وتعزيزها بشكلٍ خاص. ويصف أحد المؤلفين كلمة قدرة على أنها «بلا حدود.»

## التعريفات والمحتويات
إلى الآن، لا يوجد اتفاقٌ مشترك بين الخبراء والمشاركين حول تعريف محدد للجيل الثاني للصحة 2.0، ولكن توجد في مواقع الويكي الخاصة بالجيل الثاني للصحة (وليست الخاصة بنسخة الويكيبيديا) العديد من التعريفات المتنافسة والمتكاملة لهذا المصطلح.
ويركز التعريف «التقليدي» للمصطلح على استغلال التكنولوجيا لتسهيل التعاون على تقديم خدمات الرعاية الصحية--
«استخدام البرمجيات الاجتماعية والأدوات البسيطة لتعزيز التعاون بين كلٍ من المرضى ومقدمي الرعاية الصحية والخبراء الطبيين وغيرهم من أصحاب المصالح في مجال الصحة»
وتُقسِّم نسخةٌ موسعة للتعريف التقليدي هذا التعريف إلى عدة مكونات، ألا وهي::
1. البحث المخصص والذي يبحث في المدى البعيد، ولكن يهتم في الوقت ذاته بتجارب المستخدمين.
2. المجتمعات التي تجمع المعلومات المتراكمة لدى المرضى ومقدمي الرعاية والأطباء في محاولة لتفسير هذه المعلومات للعالم،
3. أدوات ذكية لتوصيل المحتوى—والمعاملات،
4. وأخيرًا، دمج البيانات بالمحتوى بشكلٍ أفضل. هذا كله يقود في نهاية الأمر إلى تزايد توجيه المرضى للرعاية الصحية الخاصة بهم[7]

ويعتقد سكوت شرييف (Scott Shreeve) أن الجيل الثاني للصحة 2.0 هو بمثابة إصلاح أوسع نطاقًا للنظام الصحي--
«مفهوم جديد للرعاية الصحية حيث تركز جميع العناصر:(وهم المرضى، والأطباء، ومقدمو الرعاية، ودافعو الأموال) على قيمة الرعاية الصحية (وتشمل النتائج والسعر)، وحيث تقوم هذه العناصر أيضًا باستخدام التنافس على مستوى الحالة الصحية خلال كل أطوار الرعاية واعتبار ذلك الحس التنافسي حافزًا لتحسين عوامل الأمان، والكفاءة، والجودة في الرعاية الصحية»
بعد ذلك يأتي مفهوم الجيل الثاني للصحة 2.0 كعملية تشاركية بين المريض والطبيب (مع وجود بعض الاختلافات الملحوظة في المعنى) --
ويوضح الجيل الثاني للصحة 2.0 عملية الجمع بين البيانات الطبية والمعلومات جنبًا إلى جنب مع تجربة «المريض» وذلك من خلال استخدام تكنولوجيا المعلومات والاتصالات (ICT) لجعل المواطنين جزءًا فعالاً ومسؤولاً عن مسار الصحة والرعاية الخاصة بهم.
وكما سبق ذكره، يعد الجيل الثاني للصحة 2.0 عملية رعاية صحية تشاركية. فمن خلال تسلحنا بالمعلومات والبرامج والمجتمعات الإلكترونية والتي نجمعها أو نبتكرها، يكون باستطاعتنا -نحن المرضى- أن نصبح شركاء مؤثرين في عملية الرعاية الصحية الخاصة بنا، كما نتمكن -نحن الشعب- من المشاركة في إعادة صياغة النظام الصحي ذاته.
ويبدو تعريف الجيل الثاني للطب 2.0 في ظاهر الأمر مشابهًا لتعريف الجيل الثاني للصحة 2.0، ولكن عادةً ما يشتمل على جوانب علمية وبحثية أكثر—الجيل الثاني للطب 2.0: "تُعد تطبيقات الجيل الثاني للطب 2.0 وخدماته وأدواته بمثابة خدمات تُقدَم من خلال شبكة الإنترنت لطالبي الرعاية الصحية، ومقدمي الرعاية، والمرضى، وخبراء الصحة، وباحثي الطب الحيوي. حيث تستخدم هذه الخدمات نظام الويب 2.0 بالإضافة إلى الويب الدلالي (semantic web) وأدوات الواقع الافتراضي لتمكين وتيسير شبكات التواصل الاجتماعي على وجه التحديد، والمشاركة، والوصول المباشر للمعلومات، والتعاون والانفتاح ضمن هذه المجموعات المستخدمة وبينها على حدٍ سواء.
تم نشره في دورية البحوث الطبية على الإنترنت (Journal of Medical Internet Research) بقلم فان دي بيلت ولوسيان إنجيلين وآخرين. تحت عنوان (systematic review found 46 (!) unique definitions of health 2.0)
كما يواكب التطور في الساحة التكنولوجية تطورٌ آخر في الجيل الثاني للصحة 2.0. وبالمثل تتطور رغبة خبراء الرعاية الصحية والمرضى في تطبيق التقنيات والخدمات الجديدة. ومع ذلك، بدأت علاماتٌ جديدة على إطلاق الجيل الثالث للصحة 3.0 في الظهور على الساحة. ويتم تعريف الجيل الثالث للصحة 3.0 على أنه توصيل الرعاية الصحية لطالبيها والذي يعزز استخدام عناصر الويب الدلالي مثل معرفة الموقع، والتكنولوجيا الناشئةلإنترنت الأشياء، وأجهزة الاستشعار المضمنة. كما يعزز الجيل الثاني للأطباء 2.0 من استخدام وسائل الإعلام الاجتماعية كأداة قوية وفعالة. وتعد شبكات التواصل الاجتماعي مثل (Sermo)، و (SocialMD)، و (Ozmosis) إلخ شبكات مخصصة للأطباء فقط حيث يستطيع الطبيب من خلال هذه المواقع أن يتفاعل ويشارك المعرفة مع أطباء آخرين. فالأطباء الآن يستخدمون تكنولوجيا المدونات حيث يمكنهم مشاركة خبراتهم في صورة دراسة للحالات، وبذلك يسهمون في تقديم فهمهم العميق للأمراض، كما يناقشون المشكلات الشائعة للرعاية الصحية ويقدمون حلولاً مبسطة لها.

## نظرة عامة

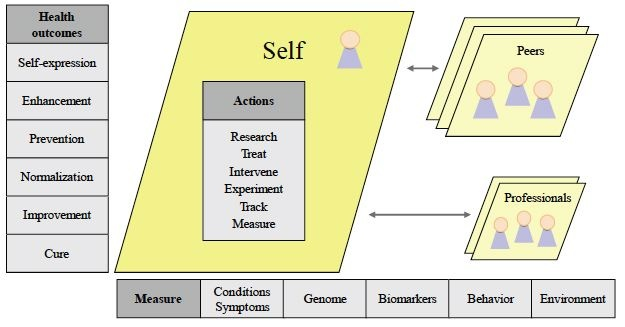
نموذج للجيل الثاني للصحة 2.0

ويشير مصطلح الجيل الثاني للصحة 2.0 إلى عددٍ من المفاهيم ذات الصلة وتشمل الطب عن بعد، والسجلات الطبية الإلكترونية، والطب باستخدام الهاتف المحمول، والطب المترابط، هذا بالإضافة إلى استخدام المرضى أنفسهم للإنترنت من خلال أنظمة مثل منتديات الإنترنت، والمدونات، وكثير من الأنظمة المتقدمة الأخرى. ويُعد المفهوم الأهم والأساسي في هذه العملية هو ضرورة أن يحظى المرضى أنفسهم بفهمٍ أعمق وتحكم أكبر في كتابة المعلومات والخبرات الخاصة بهم. وتعتمد الأنظمة التقليدية للطب على الاحتفاظ بملفات المرضى (إما في صورة ملفات ورقية أو أنظمة حاسب آليشخصية) والتي لا يصل إليها إلا الأطباء فقط أو الخبراء الطبيون الآخرون. فعادةً ما يقوم الأطباء بدور «حارس البوابة» لهذه المعلومات ولا يخبرون مرضاهم إلا بنتائج الاختبارات وذلك فقط إذا لزم الأمر. وقد يعمل مثل هذا النظام التقليدي بشكلٍ جيد نسبيًا في مواقف مثل الرعاية الوجيزة والتي لا تتطلب تقديم معلومات محددة عن نتائج تحليل الدم لشخصٍ ينتقص المعرفة في هذا المجال أو في الممارسة العامة عندما تكون النتائج بشكلٍ عام غير خطيرة. ومع ذلك، في حالات الأمراض المزمنة المعقدة مثل: الاضطرابات النفسيةأو الأمراض مجهولة السبب، يصبح المريض معرضًا لخطر أن يُترك دون رعاية منسقة تنسيقًا جيدًا بسبب حفظ المعلومات الخاصة به وحجبها في عدة أماكن مختلفة، وفي بعض الحالات قد تحتوي هذه المعلومات على الآراء التي أعطاها خبراء الرعاية الصحية عن المريض والتي لم يُسمح له بالاطلاع عليها. وعلى نحوٍ متزايد، تعتبرأخلاقيات الطب مثل هذه الأفعال نوعًا من ممارسة السلطة الأبوية في الطب وهو الأمر الذي يتم انتقاده بشدة في الطب الحديث.
ويوضح المثال الافتراضي التالي المشاركة المتزايدة للمرضى في ضبط أوضاع تكنولوجيا الجيل الثاني للصحة 2.0: يذهب مريض ما لزيارة طبيب الرعاية الأولية حيث يشتكي من ألمٍ معين وذلك بعد أن تأكد من تحديث ملفه الطبي من خلال الإنترنت. في هذه الحالة، قد يقوم الطبيب المعالج بتشخيص المرض أو قد يطلب إرسال المريض لعمل بعض الفحوص. تُرسل نتائج هذه الفحوص مباشرةً إلى السجل الطبي الإلكتروني للمريض. وفي حالة الحاجة إلى ميعادٍ ثانٍ، يُتاح للمريض مساحة من الوقت يتمكن خلالها من أن يبحث عن دلائل هذه النتائج بالنسبة له والتشخيصات المحتملة، كما يمكنه أيضًا أن يتواصل مع مرضى آخرين قد سبق وحصلوا على النتائج نفسها. في الزيارة الثانية، قد يقوم الطبيب المعالج بإحالة المريض إلى أخصائي. وقد تُتاح الفرصة للمريض أن يبحث عن آراء المرضى الآخرين حول أفضل الأخصائيين، وبالاشتراك مع طبيب الرعاية الأولية يقرر المريض من هو الأخصائي الذي سيذهب لزيارته. بعدئذٍ يقوم الطبيب الأخصائي بتشخيص الحالة مع التكهن بالخيارات المحتملة للمعالجة. وتتاح فرصة أخرى للمريض للبحث في سبل المعالجة المعروضة عليه، وبذلك يقوم المريض بدورٍ استباقي في الوصول إلى قرار مشترك مع مقدم الرعاية الصحية. كما يمكن أن يختار المرضى إعطاء المزيد من البيانات الخاصة بهم وذلك من خلال خدمات علم الجينوم (أحد فروع علم الوراثة) للتعرف على أية عوامل خطر والتي من شأنها أن تساعد على تحسين تشخيصهم أو زيادة الأمر سوءًا. وعند بدء المعالجة، يمكن للمرضى تتبع النتائج الطبية من خلال مجتمعات مشاركة بيانات المريض؛ حيث يقررون إذا ما كان العلاج الذي حصلوا عليه فعالاً أم لا، كما يمكنهم أيضًا مواكبة فرص الأبحاث والتجارب السريرية لحالتهم. كما يحصل المرضى على الدعم الاجتماعي من خلال التواصل مع مرضى آخرين بنفس التشخيص في جميع أنحاء العالم.

## مستوى استخدام ويب 2.0 في الرعاية الصحية
لا يتواجد الكثير من الأدلة التجريبية اللازمة لفهم حجم استخدام تكنولوجيا ويب 2.0 عامةً، ويرجع ذلك بشكلٍ جزئي إلى عدة أسباب منها ضعف التعريفات، وحداثة التجربة، وكذلك اعتبارها حركة ريادية أكثر منها أكاديمية. وبينما تشير التقديرات إلى أن حوالي ثلث المئة مليون أمريكي الذين بحثوا عن معلومات طبية عبر الإنترنت قد أقروا أنهم أو الأفراد الذين قابلوهم قد استفادوا بشكلٍ كبير من المعلومات التي وجدوها، تبحث هذه الدراسة فقط في الاستخدام الأوسع للإنترنت في إدارة الرعاية الصحية.
وتشير دراسة تبحث في الممارسة الطبية أن شريحة من الأطباء تبلغ 245.000 طبيب في الولايات المتحدة يستخدمون نظام ويب 2.0 في ممارستهم للمهنة، وذلك يبين أن استخدام هذا النظام قد تخطى مرحلة الاستخدام المبكر فيما يتعلق بالأطباء واستخدامهم لويب 2.0.

## أنواع تكنولوجيا ويب 2.0 المستخدمة في خدمات الرعاية الصحية
عادةً ما يتم الربط بين ويب 2.0 وتكنولوجيات أخرى مثل مدونات الويب (المدونات الصحية)، والمفضلة الاجتماعية، مواقع الويكي (wiki)، والبودكاست (المدونات الصوتية)، وتغذية آر إس إس، (وأشكال عدة من نشر الكثير للكثير)، والبرمجيات الاجتماعية، وواجهات برمجة تطبيقات الويب (واجهات برمجة التطبيقات) (انظر المقالة الرئيسية بعنوان ويب 2.0).

## أنواع استخدامات ويب 2.0 في خدمات الرعاية الصحية
فيما يلي بضعة أمثلة للاستخدامات التي تم توثيقها في المراجع الأكاديمية.
| الغرض                 | الوصف                                                                                              | أمثلة الحالات في المراجع الأكاديمية | المستخدمون                       |
| --------------------- | -------------------------------------------------------------------------------------------------- | --- | -------------------------------- |
| مواكبة الأحداث        | الاطلاع على أحدث التطورات في مجال معين                                                             | آر إس إس، والبودكاست (المدونات الصوتية)، وأدوات البحث | الجميع (الخبراء الطبيون والعامة) |
| الثقافة الطبية        | استخدام التطوير الاحترافي في الترويج للأطباء والصحة العامة عن طريق خُبراء الصحة العامة وعامة الناس. | كيفية استخدام المدونات الصوتية (البودكاست) في المضي قدمًا لزيادة إجمالي الوقت التعليمي المتاح أو التطبيقات العديدة لهذه الأدوات في الصحة العامة | الجميع (الخبراء الطبيون والعامة) |
| التعاون والممارسة     | استخدام الخبراء الطبيين لأدوات ويب 2.0 في الممارسة اليومية للبحث عن المعلومات واتخاذ القرارات      | في دراسة لعام 2005، تبين أن باحثي جوجل (Google) قد نجحوا في إعطاء التشخيص الصحيح لخمس عشرة حالة من مجموع ست عشرة حالة (58%، 95% فاصل الثقة 38% إلى 77%)                                                                                              | الأطباء والممرضون                |
| معالجة مرض معين       | المرضى الذين يستخدمون أدوات البحث للحصول على معلومات خاصة بحالة معينة                              | تبين أن المرضى يستخدمون أنماطًا مختلفة بناءً على إذا ما كان قد تم تشخيص حالتهم حديثًا أو كانوا يعانون من مرضٍ حاد طويل المدى. وعادةً ما يكثر اتصال المرضى الذين يعانون من مرضٍ طويل المدى بالمجتمع الإلكتروني في تكنولوجيا الجيل الثاني للرعاية الصحية 2.0 | العامة                           |
| مشاركة البيانات للبحث | إكمال نتائج المريض المسجلة وتجميع البيانات للأبحاث الشخصية والعلمية                                | تقوم المجتمعات الخاصة بأمراض معينة للمرضى ذوي الحالات النادرة بتجميع بيانات عن سبل العلاج، والأعراض، والنتائج وذلك لتحسين قدرتهم على اتخاذ القرار وتنفيذ البحوث العلمية مثل التجارب الرصدية                                                          | الجميع (الخبراء الطبيون والعامة) |

## نقد استخدام ويب 2.0 في العملية الصحية
تم توجيه موجة عارمة من الانتقادات ضد استخدام نظام ويب 2.0 في العملية الصحية. أولاً، تقييد الأطباء باستخدام جوجل (Google) كأداةٍ تشخيصية، الأمر الذي يمكن أن يكون أكثر تأثيرًا فقط في الحالات ذات الأعراض الفريدة من نوعها، والعلامات التي يسهل استخدامها كمصطلحٍ للبحث. ثانيًا، لا تزال المخاوف التي طالما أحاطت بأثر حصول المرضى على المعلومات من خلال الإنترنت قائمة؛ فعلى سبيل المثال قد يتأخر المرضى في طلب الاستشارة الطبية. وأخيرًا، وجود مخاوف بشأن نوعية المحتوى المقدم من المستخدمين والذي قد يؤدي إلى الحصول على معلومات مضللة، وعلى الرغم من ذلك، توضح إحدى الدراسات أنه في مجموعات الدعم تكون نسبة 6% فقط من المعلومات خاطئة بينما تُشير التقارير أن نسبة 3% قد أبلغوا عن إصابتهم بأضرار جسيمة نتيجة لحصولهم على النصيحة الطبية من الإنترنت. ومن المرجح أن تكون بعض مواقع المعلومات أقل فائدةً لعامة الناس.

## التوترات في الجيل الثاني للرعاية الصحية (2.0)
يناقش هيوز (Hughes) وآخرون. (2009) أن هناك أربعة توترات رئيسية تتضح في مراجع الجيل الثاني للرعاية الصحية 2.0 والطب 2.0، تتمثل في: نقص التعريفات الواضحة، والمشكلات حول فقدان السيطرة على المعلومات التي يحصل عليها الأطباء، وسلامة ومخاطر المعلومات غير الدقيقة، وأخيرًا مشكلات الملكية والخصوصية.

## وصلات خارجية
- مصطلح الجيل الثاني للرعاية الصحية (2.0) تم تسجيله كعلامة تجارية بواسطة هذا المؤتمر
- مجموعة من المصادر المفيدة عن مواقع الويكي الخاصة بالجيل الثاني للرعاية الصحية (2.0) بما في ذلك قائمة بشركات الجيل الثاني للرعاية الصحية (2.0)
- قائمة بمواقع الويكي الطبية بما في ذلك وصلات لأكثر من أربعين موقع ويكي طبي
- مؤتمر الجيل الثاني للطب (2.0), والذي يشبه أو يتطابق مع فكرة الجيل الثاني للرعاية الصحية (2.0)، ولكنه يشمل أيضًا «الجيل الثاني للعلوم»
- "Web Site Harnesses Power of Social Networks", The Washington Post, October 19, 2009